# Casablanca FilmWorks
Casablanca FilmWorks war eine Sparte des 1976 durch die Fusion von Casablanca Records und der Filmproduktionsfirma FilmWorks entstandenen US-amerikanischen Medienunternehmens Casablanca Record & FilmWorks.

## Gründung
Der Produzent Peter Guber gründete 1975 seine eigene Produktionsfirma, die er schlicht FilmWorks nannte; er verschmolz sie 1976 mit dem von seinem langjährigen Freund Neil Bogart gegründeten Label Casablanca Records zur Firma Casablanca Record & FilmWorks. Die Verbindung beider Firmen kam durch die Tatsache zustande, dass Guber der Firma die Gewinne aus einem Vertrag über fünf Filme, den er mit Columbia abgeschlossen hatte, zusicherte. Im Gegenzug erhielt er zwanzig Prozent der Firmenanteile. Er wurde Chairman der Firma und Leiter der Sparte Casablanca FilmWorks.

## Filme
Casablanca Filmworks produzierte von 1977 bis 1980 die Filme The Deep (deutscher Titel: Die Tiefe, 1977), Thank God It's Friday (Gottseidank, es ist Freitag, 1978),  Midnight Express (12 Uhr nachts, 1978), Foxes (Jeanies Clique, 1980), in dem Bogarts Tochter aus erster Ehe, Jill, mitspielte, und The Hollywood Knights (1980), außerdem die TV-Produktionen The Making of 'The Deep'  (1977) und The Donna Summer Special (1980).

## Erfolge
Thank God It's Friday gewann einen Oscar für den Song Last Dance, Midnight Express gewann 1979 zwei Oscars, nämlich für das beste adaptierte Drehbuch (Oliver Stone) und für die beste Filmmusik (Giorgio Moroder). Außerdem erhielt Midnight Express einen Golden Globe in der Kategorie „Bester Film“; Peter Guber wurde durch die National Association of Theater Owners als Produzent des Jahres ausgezeichnet.

## Ende
Als PolyGram den Rest von Casablanca Record & FilmWorks im Februar 1980 übernahm und Neil Bogart die Firma verließ, wurde Casablanca FilmWorks aufgelöst und diente als Basis für die neue Produktionsfirma PolyGram Pictures, die einige kommerziell erfolglose Filme wie Helden der Straße (Einspielergebnis in den USA: 2 Mio. Dollar), Endless Love (1981, Einspielergebnis 15 Mio. Dollar) oder Flucht auf dem Highway, sowie  Missing (1982) produzierte.